# Jacques-François de Chambray

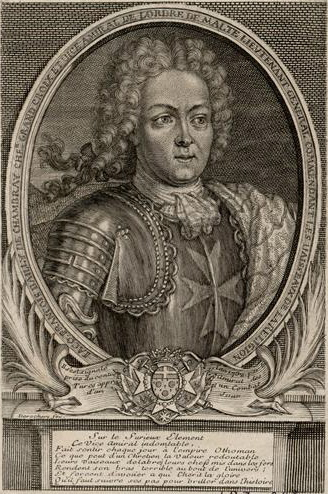

Jacques-François de Chambray (Évreux, 15 maart 1687 - Malta, 8 april 1756) was een Frans edelman die in dienst was van de Orde van Malta als admiraal en gouverneur van Gozo.

## Biografie
Jacques-François de Chambray werd geboren als de zoon van Nicolas de Chambray, baron van Chambray en zijn vrouw Anne Ledoux de Melleville. De Chambray trad al op jonge leeftijd toe tot de Orde van Malta waar hij in de marine ging dienen. Hij wist al snel op te klimmen en de positie van admiraal binnen de orde te bereiken. In die functie behaalde vocht hij enkele slagen met Ottomanen uit, waaronder de Slag bij Damietta. In 1749 werd hij door grootmeester Manuel Pinto de Fonseca benoemd tot gouverneur van Gozo. Op dat eiland begon hij aan een prestigieus project om een nieuwe hoofdstad voor Gozo te bouwen en Chambray financierde dit voor een groot gedeelte. De bouw van Fort Chambray werd nog een korte tijd voortgezet na zijn dood in 1756.